# Toro Toro (gemeente)
Toro Toro is een gemeente (municipio) in de Boliviaanse provincie Charcas in het departement Potosí. De gemeente telt naar schatting 11.127 inwoners (2018). De hoofdplaats is Toro Toro.

## Indeling
- Kanton Anahuani
- Kanton Carasi
- Kanton Julo Grande
- Kanton Tambo Khasa
- Kanton Toro Toro
- Kanton Yambata